# Orhei
Orhei er en by i det øst-centrale Moldova med et indbyggertal på ca. 21.065 (2014) indbyggere.